# إيفلين سانغينيتي
إيفلين باتشينو سانغينيتي (بالإنجليزية: Evelyn Sanguinetti)‏ (12 نوفمبر 1970) نائبة حاكم ولاية إلينوي السابعة والأربعون والحالية بدأت فترة ولايتها من 12 يناير 2015.